# Sankt Martin-Karlsbach
Sankt Martin-Karlsbach é um município da Áustria localizado no distrito de Melk, no estado de Baixa Áustria.

## Geografia
São Martinho-Karlsbach ocupa uma superfície de 24,94 km².

### Subdivisões da Freguesia
- Karlsbach
- Sankt Martin am Ybbsfelde

## População
A freguesia tinha 1.681 habitantes no fim de 2005.
Em 2001, tinha 1.728 habitantes, no ano de 1971 1435.

## Política
Josef Ritzmaier da SPÖ é o burgomestre.

### Câmara Municipial
- SPÖ 11
- ÖVP 8